# Pierre Mercure
Pierre Mercure (født 21. februar 1927 i Montreal, Canada, død 29. januar 1966 i Avallon, Frankrig) var en canadisk komponist, fagotist, og tv-producer. 
Mercure studerede under komponisten Claude Champagne. Han studerede også i Paris hos Nadia Boulanger og hos Luigi Dallapiccola i Tanglewood.
Han begyndte som balletkomponist med to balletter (1948/1950) og forsatte derefter med at komponere orkesterværker, kammermusik og elektronisk musik.
Han fulgte nøje den europæiske musiks udvikling, og specielt Frankrig optog hans interesse. Han tog på mange rejser til landet for at studere, og det var også her, han endte sine dage i et biluheld nær Avallon i 1966.

## Værker
- Kaléidosocpe – for orkester (1948)
- Dualité – ballet (1948)
- Emprise – ballet (1950)
- Cantate Pour Une Joie – for orkester (1955)
- Divertissement – for orkester (1957)
- Triptyque – for orkester (1959)
- Structures Métalliques 1 & 2 – ballet (1961)
- Jeu de Hockey – elektronisk musik (1961)
- Répercussions – elektronisk musik (1961)
- Structures Métalliques 3 – elektronisk musik (1962)
- Psaume pour Abri – elektronisk musik (1963)
- Tétrachromie – ballet (1963)
- Lignes Et Points – for orkester (1964)
- La Forme des Choses – for film (1965)
- Èlément 3 – for film (1965)
- H2O Per Severino – kammermusik (1965)